# Balik
Balik (en búlgaro: Балик) fue un noble medieval búlgaro, fundador del llamado Despotado de Dobruja (también conocido como el Despotado de Karvuna, y después, Principado de Karvuna).
A mediados del siglo XIV, después de la caída de la dinastía Terter en 1322, Balik poco a poco separó el territorio de Dobruja del Zarato de Tarnovo y creó su propio estado feudal basado en un Despotado con capital en la ciudad de Karvuna, La actual ciudad de Balchik deriva de su nombre. Los datos sobre Balik son escasos: se sabe que en 1346 la emperatriz bizantina Ana de Saboya pidió la ayuda del déspota de Dobruja contra el usurpador Juan VI Cantacuceno. Balik envió un ejército de 1000 hombres, dirigidos por sus dos hermanos, Teodoro y Dobrotitsa, pero fueron derrotados.
Balik murió en 1347, ya sea durante un brote de la Peste negra o durante una campaña de represalia encabezada por Umur Beg, en nombre de Juan V Paleólogo, que destruyó puertos marítimos de Dobruja. Su hermano Dobrotitsa lo sucedió.